# Mustafa Yılmaz
Mustafa Yılmaz (5 de novembre de 1992) és un jugador d'escacs turc que té el títol de Gran Mestre des del 2012.
A la llista d'Elo de la FIDE del desembre de 2021, hi tenia un Elo de 2631 punts, cosa que en feia el jugador número 2 (en actiu) de Turquia. El seu màxim Elo va ser de 2640 punts, a la llista de juliol de 2017.

## Resultats destacats en competició
El 2009 esdevingué campió de Turquia amb només 17 anys derrotant a Barış Esen a la ronda final.
El 2018 fou tercer al fort Obert d'escacs de Reykjavík, per sota de Maxime Lagarde (el campió fou Baskaran Adhiban).

### Participació en olimpíades d'escacs
Yılmaz ha participat, representant Turquia, en quatre Olimpíades d'escacs entre els anys 2008 i 2014, amb un resultat de (+19 =11 –3), per un 74,2% de la puntuació. El seu millor resultat el va fer a l'Olimpíada del 2014 en puntuar 7 de 9 (+5 =4 -0), amb el 77,8% de la puntuació, amb una performance de 2672.